# Тамара Милутиновић
Тамара Милутиновић (Београд, 25. април 1993) српска је певачица. Истакла се учешћем у деветој сезони певачког такмичења Звезде Гранда (2014—2015), након чега је била део девојачке групе Ђаволице.

## Музичка каријера
Године 2015, успела је да обезбеди високо рангирано место на музичком такмичењу Звезде Гранда. По завршетку сезоне у колективу „Ђаволице” певали су Теодора Џехверовић, Горана Бабић и Тамара. У октобру 2015. године снимили су дует Ћути и вози са Миланом Динчићем Динчом. Након тога су објављене песме Пиће за младиће и Чоколада и ванила. После неколико месеци, група се распала јер је Горана затруднела, а Тамара и Теодора су наставиле своју соло каријеру.
Објавила је четири сингла. Песма Уметничко име објављена јој је 8. јануара 2017. године. Музику и аранжман урадио је Дамир Хандановић, а текстописац је била Марина Туцаковић. Потом је почела да наступа широм Србије и региона. Дана 27. новембра 2017, објављена јој је песма Хајде да зажмуримо која је проглашена „хитом године”. Песма Забрањено воће објављена је 30. септембра 2018. године, а Инстаграм (Очи кажу) 16. јуна 2019.
Данас живи и ради у свом родном граду, Београду.

## Дискографија

### Синглови

#### СаЂаволицама
- Ћути и вози (ft.Милан Динчић, 2015)
- Пиће за младиће (2015)
- Чоколада и ванила (2016)

#### Соло
- Робиња (2010)
- Фараон (2011)
- Уметничко име (2017)
- Хајде да зажмуримо (2017)
- Забрањено воће (2018)
- Инстаграм (Очи кажу) (2019)
- 15 до 2 (2020)
- Није реално (ft. Урош Живковић, 2022)
- Холограм (2023)
- Цакум Пакум (2024)
- Сломи чашу (2025)
- Ренташ ми се (2025)

### Спотови
| Спот                 | Година | Режисер             |
| -------------------- | ------ | ------------------- |
| Уметничко име        | 2017   | Андреј Илић         |
| Хајде да зажмуримо   | 2017   | Ammar Gegic         |
| Забрањено воће       | 2018   | TOXIC ENTERTAINMENT |
| Инстаграм (Очи кажу) | 2019   | Ammar Gegic         |
| Палим свећу          | 2019   | Душан Петровић      |
| 15 до 2              | 2020   | Никола Гајић        |
| Није реално          | 2022   | TOXIC ENTERTAINMENT |
| Холограм             | 2023   | Саша Добровски      |
| Цакум пакум          | 2024   | Саша Добровски      |